# Gerd Ehlers (Staatssekretär)
Gerd Ehlers (* 5. November 1946 in Schleswig; † 11. Oktober 2021 in Berlin) war ein deutscher Verwaltungsjurist. Er war von 2004 bis 2005 Staatssekretär im Bundesministerium der Finanzen.

## Leben
Ehlers studierte nach dem Abitur in Itzehoe von 1968 bis 1973 Rechtswissenschaften an den Universitäten Kiel, Hamburg, Edinburgh und Regensburg. Er legte das Erste juristische Staatsexamen 1973 in Regensburg ab, absolvierte danach sein Referendariat und legte 1976 das Zweite juristische Staatsexamen ab. Daneben war er als Assistent am Lehrstuhl für Verfassungsrecht und Europarecht der Universität Regensburg tätig.
Nach beiden Staatsexamen trat er in den öffentlichen Dienst ein. Zunächst wurde er 1976 Referent für Zollangelegenheiten, dann wechselte er das Aufgabengebiet und wurde 1977 Referent in der Rechtsabteilung und ab 1980 Referent in der Haushaltsabteilung des Bundesfinanzministeriums. Unter der Regierung von Bundeskanzler Helmut Kohl (CDU) übernahm er von 1987 bis 1990 die Funktion des persönlichen Referenten der Staatssekretäre Günter Obert und Peter Klemm. Danach war er in den Jahren 1990 und 1991 Beauftragter für den Haushalt des Ministeriums und 1991 Leiter des Generalreferats für die Aufstellung des Bundeshaushalts auf. Ihm gelang 1994 der Aufstieg zum Leiter der Unterabteilung II A, welche für die Finanzplanung des Bundes und die Ausarbeitung des Haushaltsplans zuständig war. Unter der rot-grünen Regierung von Bundeskanzler Gerhard Schröder (SPD) übernahm er die Leitung der Abteilung Bundeshaushalt.
Als der damalige Staatssekretär Manfred Overhaus, der 1993 unter dem Finanzminister Theo Waigel (CDU) ins Amt gekommen war und darüber hinaus unter den Finanzministern Oskar Lafontaine (damals SPD) und Hans Eichel (SPD) gedient hatte, 2004 in den Ruhestand eintrat, wurde Ehlers mit parteiübergreifender Zustimmung zum neuen Staatssekretär im Bundesministerium der Finanzen ernannt. Als Haushaltsstaatssekretär war er für die Abteilungen Bundeshaushalt, Zölle, Verbrauchssteuern, Bundesliegenschaften, Privatisierungs- und Beteiligungspolitik zuständig. Im Jahr 2005 trennte sich Peer Steinbrück (SPD) von Ehlers und Werner Gatzer (SPD) trat Ehlers’ Nachfolge an. Von 2005 bis 2008 war er Geschäftsführer der Bundesrepublik Deutschland – Finanzagentur GmbH.